# Nikolaj Tjernysjevskij
Nikolaj Gavrilovitj Tjernysjevskij (ryska: Николай Гаврилович Чернышевский), född 24 juli (12 juli enligt g.s.) 1828 i Saratov, guvernementet Saratov, död 29 oktober (17 oktober enligt g.s.) 1889, var en rysk författare, filosof och narodniker.

## Biografi
Tjernysjevskij studerade vid Sankt Petersburgs universitet, där han 1855 skrev en magisteravhandling om Konstens estetiska förhållande till verkligheten, vars ventilerande dock förbjöds av undervisningsministern Avraam Norov. Sin litterära verksamhet inledde han redan 1853 och skrev i tidskriften Sovremennik 1855–1857 några studier om den pusjkin-gogolska perioden. Han övergick dock snart till att skriva politiska och ekonomiska texter, under inflytande av John Stuart Mill, i samband med den ryska bondefrågans lösning. Kort efter livegenskapens upphävande förbjöds Sovremennik och Tjernysjevskij internerades i Peter-Paulfästningen (1862) för bland annat samröre med Aleksandr Herzen, där han tillbringade två år. Trots brist på bevis om någon politisk förseelse dömdes han till sibirisk deportation "på livstid" under strängaste bevakning. Han blev fri efter 19 år.  Först 1883 fick han, bruten till hälsan, tillstånd att återvända till Astrachan, där han fördrev tiden med att översätta Georg Webers världshistoria och 1889 fick han flytta till sin födelsestad, där han avled samma år.

## Eftermäle
Först efter Tjernysjevskijs död fick hans tryckta skrifter åter publiceras, dock med vissa undantag. Till hans mest berömda litteraturkritiska arbeten hör studierna om Lev Tolstojs Barndomen (1852) och Ungdomen (1856) samt krigsskisserna (från Krim och Kaukasien). Redan under fängelsetiden i Sankt Petersburg skrev han den utopiska samhälls- och äktenskapsromanen Sjto djelat? ("Vad bör göras?", 1885). Romanen fick stor betydelse, och trots den godlynta, skenbart harmlösa tonen hade den ett ofantligt inflytande på den revolutionära studentrörelsen, till exempel Vladimir Lenin, och var ända fram till 1900 förbjuden. Tjernysjevskijs Samlade skrifter utkom 1905–1906 i tio delar. 
August Strindberg läste Tjernysjevskijs Vad bör göras? och påverkades av den, vilket bland annat framkommer i Fröken Julie (1888).
Asteroiden 2783 Chernyshevskij är uppkallad efter honom.